# Avril Malley
Avril Malley (15 de abril de 1957) es una deportista británica que compitió en judo. Ganó una medalla de bronce en el Campeonato Mundial de Judo de 1980, y cinco medallas de bronce en el Campeonato Europeo de Judo entre los años 1978 y 1980.

## Palmarés internacional
| Campeonato Mundial | Campeonato Mundial          | Campeonato Mundial | Campeonato Mundial |
| Año                | Lugar                       | Medalla            | Categoría          |
| ------------------ | --------------------------- | ------------------ | ------------------ |
| 1980               | Nueva York (Estados Unidos) | Medalla de bronce  | –72 kg             |
| Campeonato Europeo |                             |                    |                    |
| Año                | Lugar                       | Medalla            | Categoría          |
| 1978               | Colonia (RFA)               | Medalla de bronce  | –72 kg             |
| 1978               | Colonia (RFA)               | Medalla de bronce  | Abierta            |
| 1979               | Kerkrade (Países Bajos)     | Medalla de bronce  | Abierta            |
| 1980               | Údine (Italia)              | Medalla de bronce  | –72 kg             |
| 1980               | Údine (Italia)              | Medalla de bronce  | Abierta            |